# Pentaschistis reflexa
Pentaschistis reflexa là một loài thực vật có hoa trong họ Hòa thảo. Loài này được H.P.Linder mô tả khoa học đầu tiên năm 1990.